# Lablab
Genre
Lablab est un genre de plantes à fleurs dicotylédones de la famille des Fabaceae, sous-famille des Faboideae, originaire d'Afrique subsaharienne et de Madagascar, qui comprend deux  espèces acceptées.

## Liste d'espèces
Selon The Plant List (12 novembre 2018) :
- Lablab prostrata R.Br.
- Lablab purpureus (L.) Sweet